# Ceroma johnstonii
Ceroma johnstonii es una especie de arácnido  del orden Solifugae de la familia Ceromidae.

## Distribución geográfica
Se encuentra en Malaui.